# Anna Gräf
Anna Gräf, també coneguda com a Anni Gräf, (Viena, 28 de març de 1925 - Viena, 11 de gener de 1944) va ser una sastressa i activista política comunista austríaca. Va ser condemnada a mort pel poder judicial nazi i guillotinada als 18 anys.

## Trajectòria
Nascuda el 28 de març de 1925 a Viena, el seu pare va ser Josef Gräf i la seva mare Maria Gräf, una treballadora no qualificada del cementiri central de Viena, però el matrimoni es va divorciar en una edat primerenca, en el qual també van tenir una altra filla més gran que l'Anna. Posteriorment, va créixer en una família d'acollida a Burgenland i després d'acabar els estudis escolar es va traslladar a Favoritenstrasse, a Favoriten (10è districte) de Viena, per viure amb la seva mare i començar l'aprenentatge de sastreria.
L'any 1940, amb 15 anys, es va unir a l'Associació de Joves Comunistes Austríacs (KJVÖ) amb la participació en diversos cursos de formació i, a partir de l'estiu de 1941, se li van assignar tasques organitzatives dins l'organització juvenil. Va mantenir contacte amb diversos grups de l'entitat, va cobrar quotes de membres i va transmetre publicacions prohibides. També va participar en la recollida d'adreces postals de camp i en l'enviament del pamflet des del grup de resistència antifeixista Gruppe Soldatenrat ("Grup del Consell de Soldats"), que demanava als membres de la Wehrmacht que desertessin. Tres setmanes abans de l'examen d'oficina, el 14 de novembre de 1942, va ser detinguda i, el 12 d'octubre de 1943, va haver de respondre davant del Tribunal Popular nazi acusa de «preparació d'alta traïció», juntament amb Leopoldine Sicka, Franz Sikuta i Karl Mann.
Els motius de la sentència es poden veure reflectits de la següent manera: «Tots els acusats […] van intentar excusar les seves accions amb una imprudència juvenil, les acusades Sicka i Gräf també van intentar excusar-les amb el seu amor per [Karl] Brzica [un oficial de la KJV]. […] Gräf només va descriure el seu suposat amor per Brzica com el motiu de les seves accions a l'audiència principal, encara que la naturalesa de la seva relació amb ell no justifica de cap manera aquesta suposició». Segons la normativa nazi per a la protecció contra joves delinqüents greus, els joves podien ser tractats i castigats com a adults: «Els acusats Gräf i Mann encara no tenien 18 anys en el moment del crim. Després d'examinar la personalitat d'aquests acusats per part del Senat en l'audiència principal, es va comprovar que aquests acusats eren intel·ligents, desenvolupats tant físicament com mentalment molt més enllà de la seva edat real i, sens dubte, ja ho tenien en el moment del delicte». Els quatre acusats van ser condemnats a mort: «Qui en guerra, mentre el soldat lluita i sagna al front i la pàtria dona l'últim dels seus sacrificis i forces per donar suport a aquesta lluita dels soldats, pretén destruir la unitat dels soldats, front i pàtria, ha de caure».
Gräf tenia 18 anys quan l'11 de gener de 1944 va ser executada a la guillotina a la seu del Tribunal Regional de Viena.

## Commemoració
El seu nom es pot trobar a la placa commemorativa de l'antiga sala d'execucions del Tribunal Regional de Viena.